# Microscopie à super-résolution
Nanoscopie

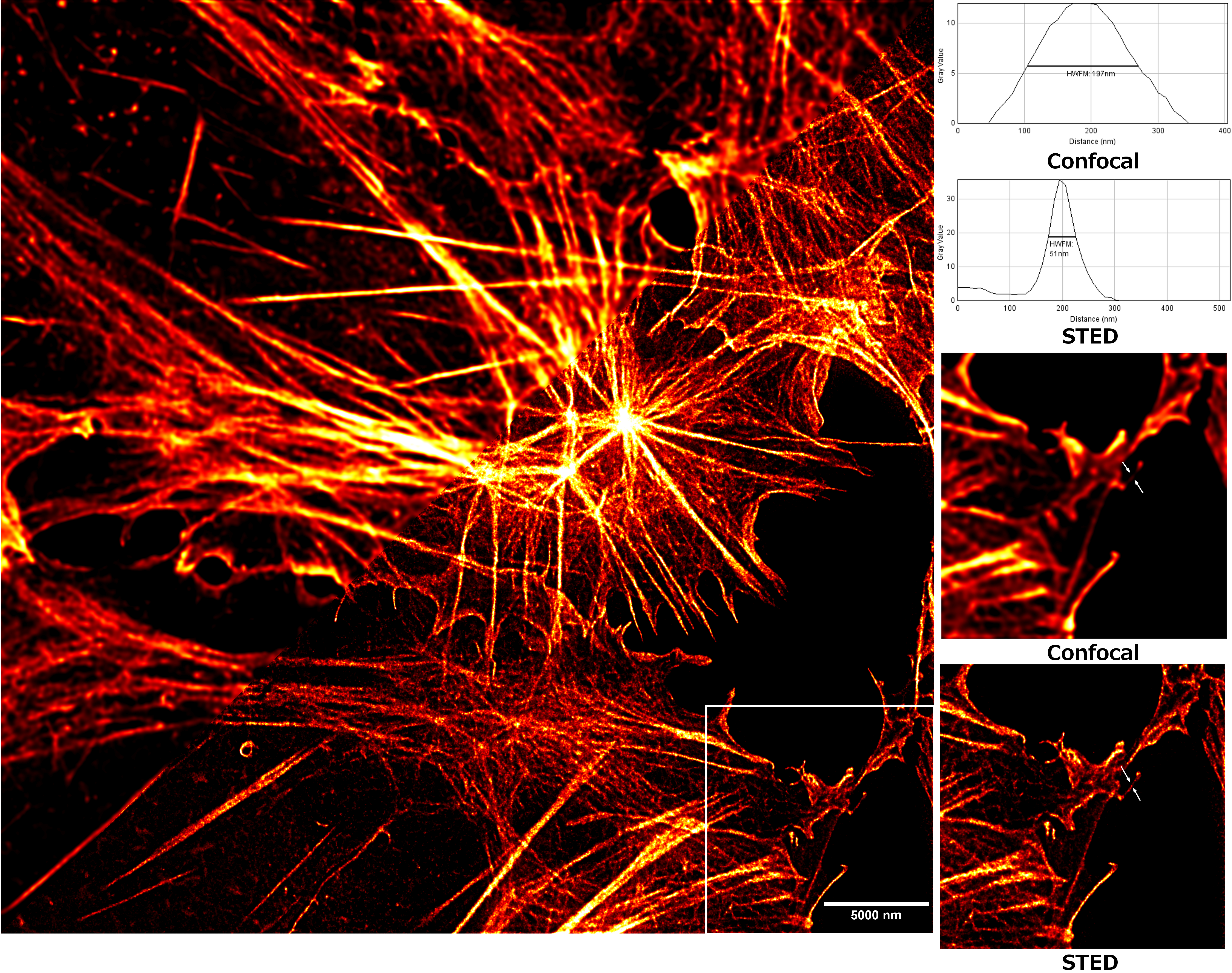
Figure illustrant l'amélioration de la résolution entre la microscopie confocale traditionnelle et la microscopie par déplétion par émission stimulée (STED)

La microscopie à super-résolution (ou nanoscopie) est un ensemble de techniques permettant d'imager en microscopie optique des objets à une résolution à l’échelle nanométrique. La résolution obtenue n'est pas limitée par le phénomène de diffraction.

## Description
Du fait de la diffraction de la lumière, la résolution d’un microscope optique conventionnel est en principe limitée, indépendamment du capteur utilisé et des aberrations ou imperfections des lentilles. Cette théorie a été établie en 1873 par Ernst Abbe et traduit le fait que l'image d'un point n'est jamais un point mais une tâche d'Airy, dont la taille est régulièrement définie par la formule {\displaystyle 1,22\lambda /ON}, où λ est la longueur d'onde de la lumière détectée et ON l'ouverture numérique du système optique, soit sa capacité à collecter les angles issus de l'objet.
Il en découle que sous illumination dans le visible, dont la longueur d'onde est entre 400 et 800 nm, et avec les meilleures ouvertures numériques disponibles (1.4-1.7), la résolution d'un microscope optique conventionnel est physiquement limitée à l'ordre de 200 nm.
Les microscopes à super-résolution (ou nanoscopes) sont capables de capter des images avec une résolution meilleure que la limite de diffraction. On peut distinguer trois grandes techniques de super-résolution : le SIM, le STED, et la microscopie de localisation.
On peut aussi parler de super-résolution lors de l'usage de phénomènes contrôlés, tels que l'illumination évanescente en TIRF ou des techniques de champs proches. Des traitements numériques tels que la déconvolution ou l'extraction d'information de la fluorescence (SOFI, SRRF...) permettent aussi d'atteindre une super-résolution, mais ne reposent pas sur une modification physique du système.

## Microscopie SIM
La baisse de résolution est en partie due au plan focal arrière de l’objectif, qui a une taille finie et agit comme un filtre passe-bas sur les angles collectés. C'est lui qui définit entre autres l'ouverture numérique du système. Celui-ci coupe les hautes fréquences issues de l’objet, qui contiennent les détails et contribuent à une meilleure résolution.
En revanche, en illuminant l’échantillon avec une illumination spécifique, on peut combiner une partie des hautes fréquences avec les fréquences plus basse de l’illumination via un phénomène de moiré. Une partie des fréquences auparavant tronquées est alors translatée à l'intérieur du plan focal arrière, et devient détectable. En pratique le SIM est réalisé sous différentes illuminations, notamment des translations et des rotations : généralement 9 images sont nécessaires pour reconstruire une image 2D et 15 pour une image 3D. L'image numérique finale peut alors être deux fois plus résolue. C’est le principe du SIM.

## Microscopie STED
La microscopie STED est une microscopie à balayage point par point, semblable à cela au microscope confocal, où le faisceau d'excitation lumineux est focalisé sur l’échantillon. Son principe repose sur la réduction de la tâche d'illumination effective du système. Une excitation, tout comme une image, est soumise au phénomène de diffraction et ne peut donc être finement confinée sous 200nm, en revanche en superposant au faisceau d'excitation un faisceau creux de déplétion, il est possible de restreindre la fluorescence à la portion centrale, qui est alors inférieure à la limite de diffraction.
Le STED est par nature assez lent, et plutôt restreint à l'observation d'échantillons immobiles. Il atteint typiquement des résolutions entre 70 et 120 nm.